# Teorema de Picard
En análisis complejo, el gran teorema de Picard y el pequeño teorema de Picard son teoremas relacionados sobre el rango de una función analítica. Ellos llevan el nombre de Émile Picard.

## Los teoremas

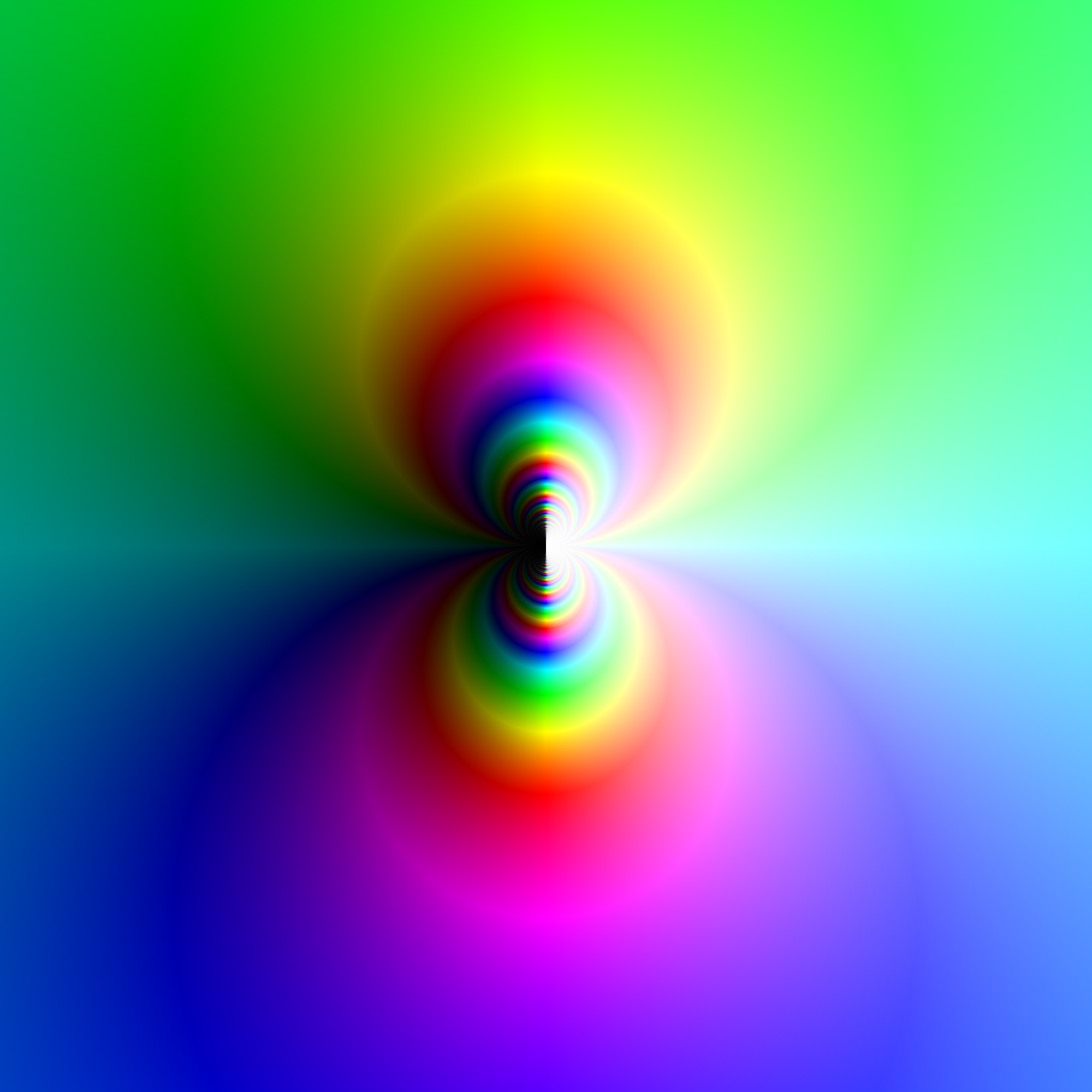
El gráfico de la función exp (1⁄z), centrado en la singularidad esencial en z = 0. El tono de un punto z representa el argumento de exp (1⁄z), la luminancia representa su valor absoluto. Esta gráfica muestra que arbitrariamente cerca de la singularidad, se alcanzan todos los valores distintos de cero.

Pequeño Teorema de Picard: si una función f: C → C es entera y no constante, entonces el conjunto de valores que f(z) asume es el plano complejo completo o el plano menos un punto único.
Bosquejo de la prueba:  La prueba original de Picard se basó en las propiedades de la función lambda modular, generalmente indicada por λ, y que realiza, utilizando la terminología moderna, el recubrimiento universal holomorfo del plano perforado dos veces por el disco de la unidad. Esta función se construye explícitamente en la teoría de las funciones elípticas. Si f omite dos valores, entonces la composición de f con el inverso de la función modular mapea el plano en el disco de la unidad, lo que implica que f es constante según el teorema de Liouville.

Este teorema es un fortalecimiento significativo del teorema de Liouville que establece que la imagen de una función no constante completa debe ser ilimitada. Más tarde se encontraron muchas pruebas diferentes del teorema de Picard y el teorema de Schottky es una versión cuantitativa de él. En el caso de que los valores de f falten un solo punto, este punto se llama valor lacunario de la función.
Gran Teorema de Picard: Si una función analítica f tiene una singularidad esencial en un punto w, entonces, en cualquier vecindario perforado de w, f (z) adquiere todos los valores complejos posibles, con a lo sumo una sola excepción, infinitamente a menudo.
Este es un fortalecimiento sustancial del teorema de Casorati-Weierstrass, que solo garantiza que el rango de f sea denso en el plano complejo. Un resultado del Gran Teorema de Picard es que cualquier función completa, no polinomial, alcanza todos los valores complejos posibles con una frecuencia infinita, con una excepción como máximo.
La "excepción única" es necesaria en ambos teoremas, como se demuestra aquí: 
- ez es una función no constante completa que nunca es 0,
- e1/z tiene una singularidad esencial en 0, pero aun así nunca alcanza 0 como valor.

## Generalización e investigación actual
El gran teorema de Picard es cierto en una forma ligeramente más general que también se aplica a las funciones meromorfas:
Gran Teorema Picard (versión meromórfica): Si M es una superficie de Riemann, w un punto en M, P1(C) = C ∪ {∞}  denota la esfera de Riemann y f : M\{w} → P1(C)  es una función holomorfa con singularidad esencial en w, luego en cualquier subconjunto abierto de M que contenga w, la función f (z) alcanza todos, a lo sumo, dos puntos de P1 (C) infinitamente a menudo.
Ejemplo: La función meromorfa f(z) = 1/(1 − e1/z)  tiene una singularidad esencial en z = 0 y alcanza el valor ∞ infinitamente a menudo en cualquier vecindario de 0; sin embargo no alcanza los valores 0 o 1.
Con esta generalización, el pequeño teorema de Picard se desprende del gran teorema de Picard porque una función completa es un polinomio o tiene una singularidad esencial en el infinito. Al igual que con el pequeño teorema, los puntos (como máximo dos) que no se alcanzan son valores lacunares de la función.

La siguiente conjetura se relaciona con "el gran teorema de Picard":
Conjetura: Sea {U1, ..., Un} una colección de subconjuntos abiertos abiertos de C que cubren la unidad perforada D \ {0}. Supongamos que en cada Uj hay una función holomórfica inyectiva fj, tal que dfj = dfk  en cada intersección Uj ∩ Uk. Luego los diferenciales se unen a una forma 1 meromorfa en D.
Está claro que los diferenciales se unen a una forma d holomorfa g dz en D\ {0}. En el caso especial donde el residuo de g en 0 es cero, la conjetura se deriva del "Gran Teorema de Picard".